# 艾盖兹
艾盖兹（法語：Aiguèze，法語發音：[eɡɛz]）是法国加尔省的一个市镇，位于该省东北部，与阿尔代什省接壤，属于尼姆区。2015年，艾盖兹选入法国最美丽的村庄。

## 地理
艾盖兹（44°18'12"N, 4°33'21"E）面积20.03 平方千米，位于法国奧克西塔尼大區加尔省，该省份为法国南部沿海省份，南端濒地中海，北起顺时针与阿尔代什省、沃克吕兹省、罗讷河口省、埃罗省、阿韦龙省和洛泽尔省接壤。
与艾盖兹接壤的市镇（或旧市镇、城区）包括：比东、圣马尔塞达尔代克、阿尔代什河畔圣马丹、圣勒梅兹、勒加恩、拉瓦勒圣罗芒、圣克里斯托尔-德罗迪耶尔、圣于连德佩罗拉斯、萨拉扎克。

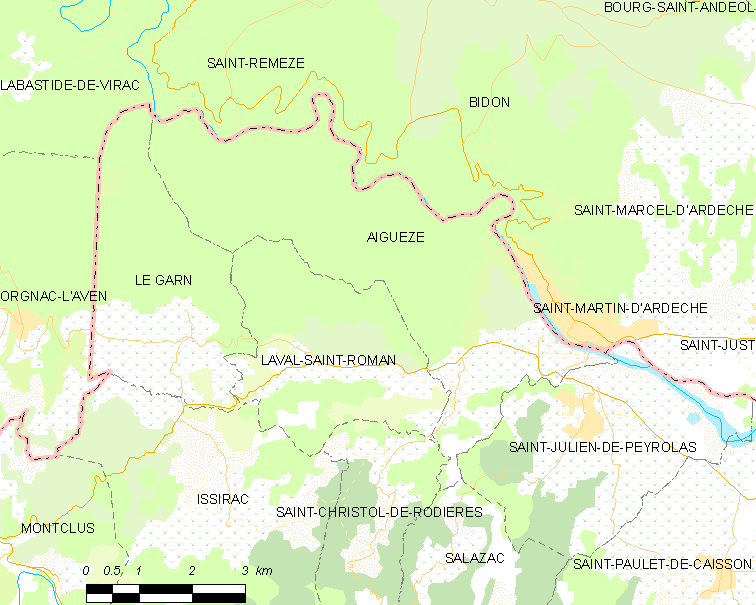
艾盖兹的OSM定位图

艾盖兹的时区为UTC+01:00、UTC+02:00（夏令时）。

## 行政
艾盖兹的邮政编码为30760，INSEE市镇编码为30005。

## 政治
艾盖兹所属的省级选区为蓬圣埃斯普里县。

## 人口

1962-2008年间艾盖兹人口变化图示

艾盖兹于2022年1月1日时的人口数量为212人。